# Camellia stenophylla
Camellia stenophylla är en tvåhjärtbladig växtart som först beskrevs av Elmer Drew Merrill, och fick sitt nu gällande namn av Clarence Emmeren Kobuski. Camellia stenophylla ingår i släktet Camellia och familjen Theaceae. Inga underarter finns listade i Catalogue of Life.